# بترونيلا تشوما
بترونيلا تشوما (بالإنجليزية: Petronella Tshuma)‏ (مواليد 13 يناير 1990) هي مُمثلة جنوب أفريقية الجنسية زيمبابوية المولد. فازت بجائزة أفضل ممثل صاعد في حفل توزيع جوائز أكاديمية الأفلام الأفريقية العاشر. كما حصلت أيضًا على جائزة القرن الذهبي لأفضل ممثلة في دور رئيسي عن دورها في فيلم Of Good Report.
شاركت بترونيلا في العديد من المُسلسلات التلفزيونية الجنوب أفريقية، ومن أبرزها مُسلسل «فضيحة» (بالإنجليزية: Scandal)‏ ومُسلسل «صخب» (بالإنجليزية: Hustle)‏ ومُسلسل «حب مزانسي» (بالإنجليزية: Mzansi Love)‏ ومُسلسل «سوخورو والشركاء» (بالإنجليزية: Sokhulu & Partners)‏ ومُسلسل «90 شارع بلين» (بالإنجليزية: 90 Plein Street)‏. تلعب حاليًا دور شخصية «بيرل جينارو» في مُسلسل إيقاع المدينة (بالإنجليزية: Rhythm City)‏.

## روابط خارجية
بترونيلا تشوما على موقع IMDb (الإنجليزية)
- بترونيلا تشوما على موقع قاعدة بيانات الفيلم (الإنجليزية)
- بترونيلا تشوما على موقع كينوبويسك (الروسية)